# Mario Raimondi
Mario Raimondi (* 10. Juli 1980) ist ein ehemaliger Schweizer Fussballspieler, der auch die italienische Staatsbürgerschaft besitzt. Zuletzt spielte er in der Axpo Super League im Team des BSC Young Boys.

## Karriere
Mario Raimondi begann seine Karriere beim FC Oberdiessbach, wo er von 1989 bis 1995 spielte. 1995 wechselte er zum FC Dürrenast, nach zwei Spielzeiten erfolgte der Wechsel zur Nationalliga-B-Mannschaft des FC Thun. Hier konnte er sich in seiner zweiten Saison durchsetzen und spielte in der Folge in der Stammformation. Zur Saison 2002/03 wechselte Raimondi zum FC Zürich. Nach nur einer Spielzeit bei den Zürchern kehrte er zum FC Thun zurück, der inzwischen in die Super League aufgestiegen war. Zurück in Thun, zeigte er auf Anhieb wieder ausgezeichnete Leistungen und konnte zudem seine Torgefährlichkeit unter Beweis stellen. Zur Saison 2005/06 wechselte er zum Kantonsrivalen BSC Young Boys, wo er zum Stammspieler und Vize-Captain aufstieg. Mit den Young Boys wurde er von 2008 bis 2010 dreimal in Folge Schweizer Vizemeister.
Raimondi hatte am 17. Mai 2002 einen kurzen Einsatz in der U-21-Europameisterschaft mit der U-21-Nationalmannschaft, als er bei der 1:2-Niederlage gegen England in der 80. Minute für Alex Frei eingewechselt wurde.
Auf Saisonende 2012/13 kündete Mario Raimondi seinen Rücktritt als Profi-Fussballer an. Er bestritt sein letztes Spiel am 1. Juni 2013 beim 2:2 gegen den FC Thun (als Captain).
Auf die Saison 2013/14 übernahm er das Amt des Assistenz-Trainers der U21-Mannschaft beim BSC Young Boys (unter Joël Magnin) und war danach Trainer der U-17- und der U-16-Mannschaft. Seit Oktober 2024 ist er Interimstrainer der U-17-Mannschaft.